# Videogiochi nel 2009

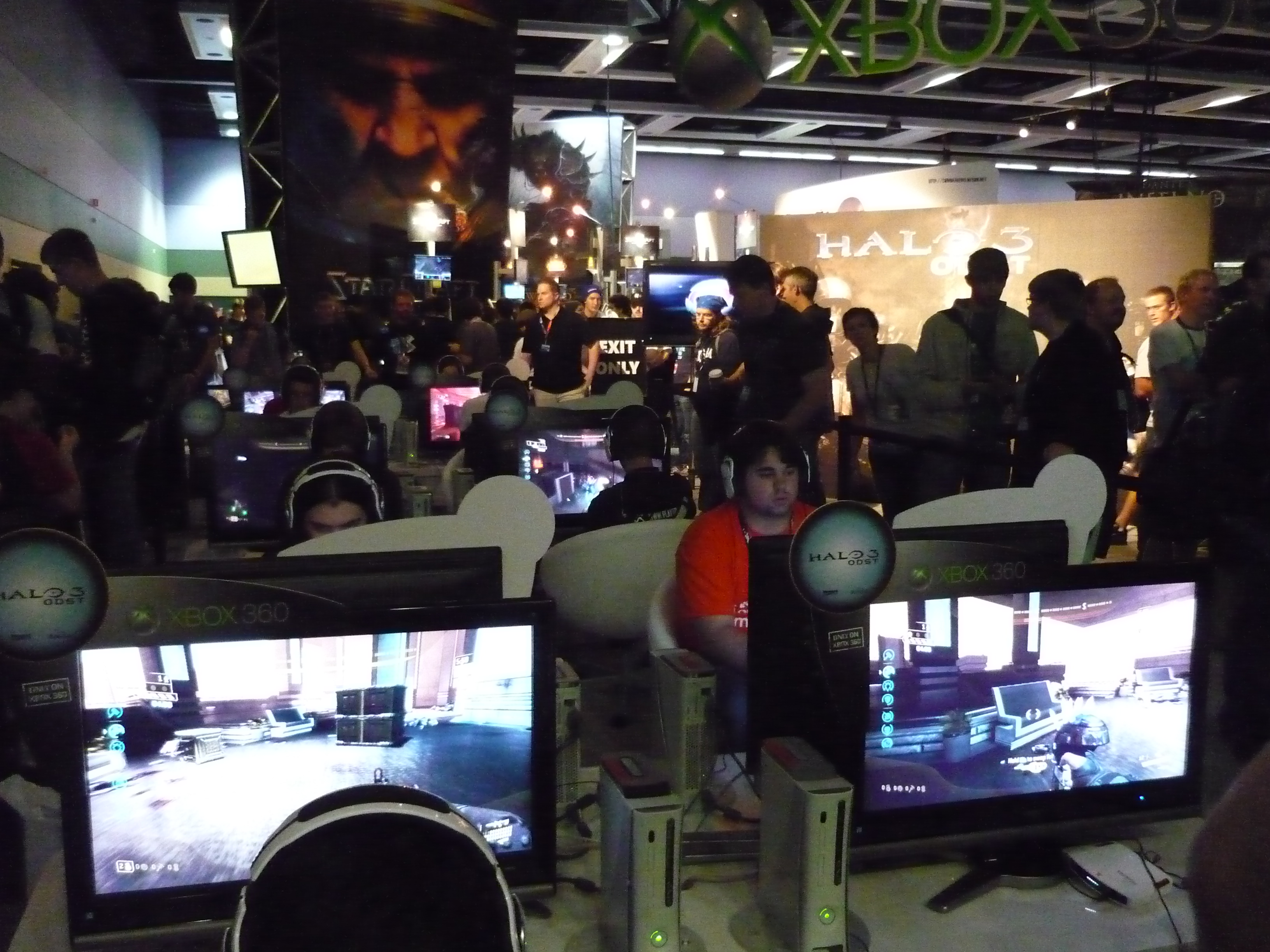
Halo 3: ODST al PAX 2009

Eventi rilevanti avvenuti nell'industria dei videogiochi nel 2009. 
Per un elenco delle voci su giochi usciti nell'anno vedi Categoria:Videogiochi del 2009.

## Eventi
- 14 gennaio — Electronic Arts annuncia l'intenzione di interrompere la sua collaborazione con il Pandemic Studios.[1]
- 21 gennaio — Jaleco annuncia l'abbandono del settore dei videogiochi per l'eccessiva competitività del settore.[2]
- 23 gennaio — Eidos Interactive per ridurre le perdite operativo chiude lo studio Rockpool Games specializzato nello sviluppo di videogiochi per telefoni cellulari.[3]
- 26 gennaio — Microsoft annuncia la chiusura degli Aces Studio, gli studi che dal 1982 si sono occupati dello sviluppo della serie Flight Simulator.[4]
- 26 gennaio — Secondo alcune stime nel 2008 il mercato dei videogiochi nel Regno Unito supera il mercato dei DVD e dei Blu-Ray.[5]
- 4 febbraio — Crytek acquisisce lo sviluppatore Free Radical[6] e lo rinomina Crytek UK.[7]
- 4 febbraio — Ubisoft acquisisce lo studio Action Pants Inc.[8]
- 5 febbraio — Warner Bros. Interactive Entertainment acquisisce lo sviluppatore Snowblind Studios.[9]
- 10 febbraio — Bandai Namco Holdings annuncia la chiusura dello studio BottleRocket.[10]
- 12 febbraio — Midway Games dichiara fallimento.[11]
- 12 febbraio — Square Enix dichiara l'intenzione di acquisire il 32% delle azioni lo sviluppatore Eidos Interactive per 84 milioni di sterline.[12][13]
- 16 febbraio — Alcuni ex membri degli Ensemble Studios dopo la chiusura dello studio ordinata da Microsoft fondano i Robot Entertainment.[14]
- 2 marzo — Microsoft dismette il supporto della console Xbox.[15]
- 16 marzo — Viene fondato il Dark Hero Studios.[16]
- 18 marzo — Bandai Namco Holdings acquisisce lo sviluppatore D3 Publisher per 12.5 milioni di dollari.[17]
- 19 marzo — Atomic Planet Entertainment Ltd ha dichiarato lo stato di insolvenza.[18]
- 25 marzo — Al Game Developers Conference viene annunciato il servizio OnLive.[19]
- 26 marzo — Il distributore Lighthouse Int. dichiara fallimento.[20]
- 1º aprile — Diventa ufficialmente operativo la fusione tra Tecmo e Koei che porta alla nascita di Koei Tecmo.[21]
- 7 maggio — Viene ufficializzata la chiusura di 3D Realms.[22]
- 25 maggio — viene immessa in commercio in Brasile la console Zeebo, concepita per il mercato del terzo mondo.